# Árvay Sándor
Iszkázi Árvay Sándor (szül: Ignác Sándor Lajos) (Iszkáz, Veszprém vármegye, 1826. július 28. – Zalaegerszeg, 1914. március 1.), 1848-as honvéd hadnagy, járásbíró.

## Családja, felmenői
A nemesi származású iszkázi Árvay családban született. Apja ifjabb iszkázi Árvay Lajos (1795–1844), Veszprém megyei táblabírája, földbirtokos, anyja a felsőpataki Bosnyák családból való felsőpataki Bosnyák Mária volt. Az apai nagyszülei idősebb iszkázi Árvay Lajos, földbirtokos valamint miskei és monostori Thassy Terézia (1768–1810) voltak. Az anyai nagyszülei felsőpataki Bosnyák Márton (1760–1813), földbirtokos, és nemes Bolla Borbála (1767–1805) voltak. Árvay Sándor nagynénje iszkázi Árvay Anna (1794–1813), akinek a férje csáfordi Csillagh Lajos (1789–1860) az 1848-as szabadságharc alatt Zala vármegye első alispánja, illetve az 1848-as Zala megyei állandó bizottmány elnöke, táblabíró, földbirtokos. Fivére iszkázi Árvay István (1818–1889), jogász, ügyvéd, gyorsíró, gazdasági író és újságíró, a "Zalavármegyei Gazdasági Egyesület" elnöke 1871 és 1883 között, a Szabadelvű Párt zalaegerszegi kerület elnöke. Leánytestvérei: iszkázi Árvay Mária (1821–1895), akinek a férje martonfalvai Martonfalvay Elek (1820–1904), a győri királyi törvényszéki elnöke, 1848/9-ben Veszprém vármegye szolgabirája és nemzetőr tiszt, földbirtokos, valamint iszkázi Árvay Borbála (1826–1883), akinek a férje tubolyszeghi Tuboly Farkas, ügyvéd, tiszteletbeli zalamegyei alügyész, földbirtokos volt. Unokaöccse iszkázi Árvay Lajos (1852–1924) Zala vármegye alispánja, földbirtokos.

## Élete
Gimnáziumi tanulmányait Szombathelyen és Pápán végezte. 1846. és 1848. között a győri jogakadémián végzett. Joggyakornok Zalaegerszegen dolgozott. 1848. június 5-én önkéntes, 1848. július 10-én tizedes, 1848. szeptember 27-én őrmester, 1848 december végétől hadnagy a 7. honvédzászlóaljnál. Rész vett a Jellacic elleni hadműveletekben, majd december végén a fel-dunai seregtől a lipótvári várőrséghez kerül alakulatával. A vár feladásakor (1849. febr .2.) fogságba esett, a szabadságharc végéig hadifogoly Königgrätzben.
1850. február 28-án besorozták a 49. gyalogezredhez. 1851. december 31-én váltságdíj ellenében leszerelték. Ezután mérnökként tevékenykedett Zala megyében. 1861-ben a zalaegerszegi, 1867. és 1868. között a kapornaki járásának esküdtje. 1872-től aljárásbíró Nagykanizsán, 1894-ben nyugalmazzák.

## Házassága és leszármazottjai
1859. február 11-én Lukafán, feleségül vette a római katolikus nemesi származású Takács Etelka (*Lukafa, 1838. december 20.–†Zalaegerszeg, 1899. november 5.) kisasszonyt, akinek a szülei nemes Takács Pál (1809– 1887), lukafai földbirtokos, és nemes Sipos Katalin (1811– 1895) voltak. Takács Pálné Sipos Katalinnak az öccse  nemes Sipos György (1814–1882) alibánfai földbirtokos, aki elvette miskei és monostori Thassy Mária (1809–1881) özvegyasszonyt, nemes Hegyi Énok (1808–1856) 1848-as honvédfőhadnagynak, ügyvédnek az egykori feleségét. Árvay Sándor és Takács Etelka frigyéből született:
- dr. Árvay László (*Zalaegerszeg, 1862. június 20.–†Zalaegerszeg, 1935. december 5.), ügyvéd.[12] Felesége: pósfai Horváth Melánia Elvira (*Zalaegerszeg, 1875. február 14.–†Budapest, 1962. április 6.)[13]
- Árvay Gábor (Lukafa, 1866. március 16.–Nemesapáti, 1940. április 20.), Nemesapáti körjegyzője.[14][15][16] Felesége: Takács Ilona.
- Árvay Sándor János (Lukafa, 1867. november 7.– Lukafa, 1867. november 9.)[17]

## Emlékezete
A szabadságharcról írott visszaemlékezéseit Molnár András rendezte sajtó alá. (Sírja Zalaegerszegen a Göcseji úti temetőben található.)